# Thelypteris jamesonii
Thelypteris jamesonii là một loài thực vật có mạch trong họ Thelypteridaceae. Loài này được (Hook.) R.M. Tryon miêu tả khoa học đầu tiên năm 1967.